# Wireless local loop
Wireless local loop (WLL) —  лінія бездротового зв'язку як «остання миля» для зв'язку зі старою телефонною мережею (PSTN) або доступу в Інтернет. Радіосистеми для підключення абонентів до телефонної мережі іноді ще називають «телефонними радіоподовжувачами».
Інші терміни для цього типу доступу : 
- широкосмуговий бездротовий доступ (англ. Broadband Wireless Access, BWA),
- радіо в малій зоні (Radio In The Loop, RITL),
- фіксований радіодоступ (Fixed-Radio Access, FRA),
- фіксований бездротовий доступ (Fixed Wireless Access, FWA)
- Metro Wireless (MW).